# دوغلاس (جزيرة مان)
مدينة دوغلاس(بالإنجليزية: Douglas) ،(بالمنكية: Doolish) هي أكبر مدينة في جزيرة مان وعاصمتها. يبلغ عدد سكانها 27938 حسب إحصائية 2011. وهي تقع عند مصب نهر دوغلاس، أحد الأنهار في جزيرة مان، وتطل على خليج دوغلاس حيث يوجد ميناء دووغلاس، الميناء الاقتصادي الرئيسي للمدينة والجزيرة.
كانت دوغلاس مجرد مستعمرة صغيرة حتى حدث النمو السكاني السريع الناتج عن التواصل مع ميناء ليفربول الإنجليزي في القرن الثامن عششر، وازداد النمو السكاني أكثر في القرن التالي، ما جعل حكومة الجزيرة(التينفال) تقرر الانتقال من كاسلتاون إلى دوغلاس.
بالإضافة لمكانة المدينة السياسية والاقتصادية؛ فإن لها مكانة سياحية ورياضية؛ حيث تستضيف مسابقة كأس جزيرة مان السياحية السنوية التي تبدأ من المدينة وتنتهي بها.

## التاريخ
يقال إن اسم المدينة مشتق من الكلمة الكلتية القديمة Duboglassio التي تعني النهر الأسود.
بدأت دوغلاس كميناء تجاري تم إنشاؤه بعد اكتشاف العالم الجديد والربط بميناء ليفربول القريب، وبذلك بدأ قدوم السكان إليها على مدار القرن الثامن عشر.
في القرن التاسع عشر، اتخذت التركيبة السكانية للمدينة نفس مؤشرات المملكة المتحدة نتيجة للثورة الصناعية، وبدأ فيه ظهور المدينة كمنتجع سياحي. وكان ذلك في 1870، لكن لم تكن الظروف الصحية والمعيشية الجيدة متوافرة بعد بالشكل الكافي، حيث لم تكن الخدمات متوارة كما يجب؛ وهو ما ساهم في عدم نظافة المدينة. ظهرت مصابيح الزيت والغاز لأول مرة في أواخر عشرينات القرن التاسع عشر، وتم بناء أول مستشفى في الثلاثينات، ليتم إنشاء أخرى في 1850. لكن رغم ذلك فإن سكان دوغلاس في القرن التاسع عشر ان معظمهم فقراء وانتشرت بينهم الأوبئة والأمراض كالكوليرا.

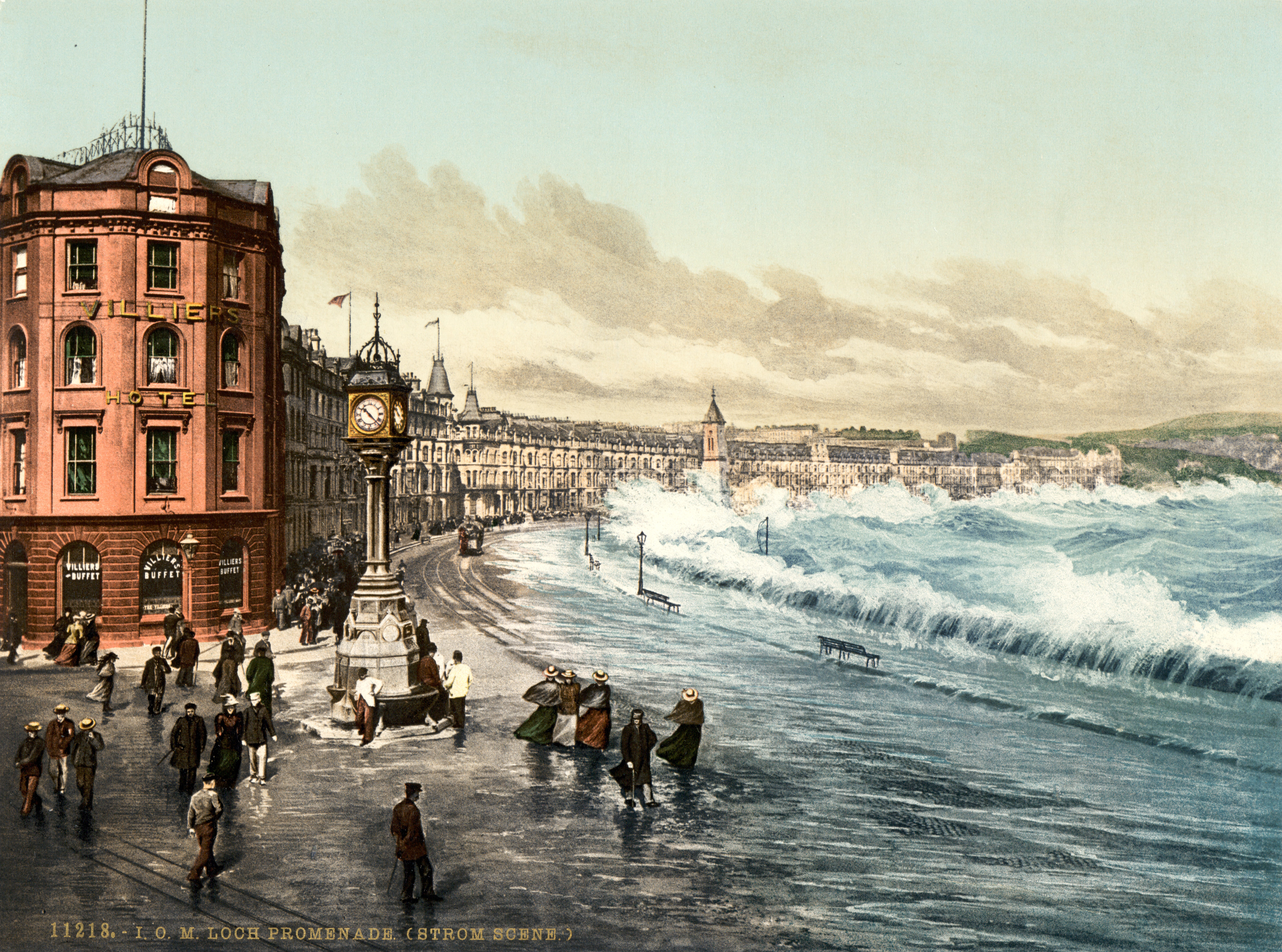
بحيرة النزهة في تسعينات القرن التاسع عشر.

بعد ارتفاع مكانة المدينة الاجتماعية والاقتصادية في الجزيرة، انتقلت التينفال، حكمومة الجزيرة، من كاسلتاون إلى دوغلاس في 1869، وبانتقال الحكومة تم حل مشكلة الصرف الصحي التي كان يعاني منها سكان المدينة، كما تم تجديد بنيان المدينة القديم الذي لم يعد مناسباً للسياح، وكان ذلك في عصر الملكة فكتوريا، فتم تجديد الشوارع وإنشاء شوارع جديدة وإزالة الأحياء الفقيرة بين سبعينات القرن التاسع عشر وعشرينات القرن العشرين، وفي 1873 تم إنشاء بحيرة النزهة. أدى هذا كله لتزايد عدد السياح سنوياً بشكل ملحوظ.
ظهرت خدمة البريد في دوغلاس في وسط ستينات القرن الثامن عشر بواسطة وليم نيكلسون، ورغم كون الخدمة سيئة في البداية؛ لاعتمادها بشكل كبير على الظروف المناخية، لكن الباخرة حسنت هذه الخدمة بشكل كبير، وبدأ أول خط مراسلة اعتيادي في 1819.
تكوين ما بات اليوم شركة حزم بخار جزيرة مان في 1830 أدى لتحسن الخدمات بشكل كبير، وأسس نمو كلاً من حركة النقل والسياحة.

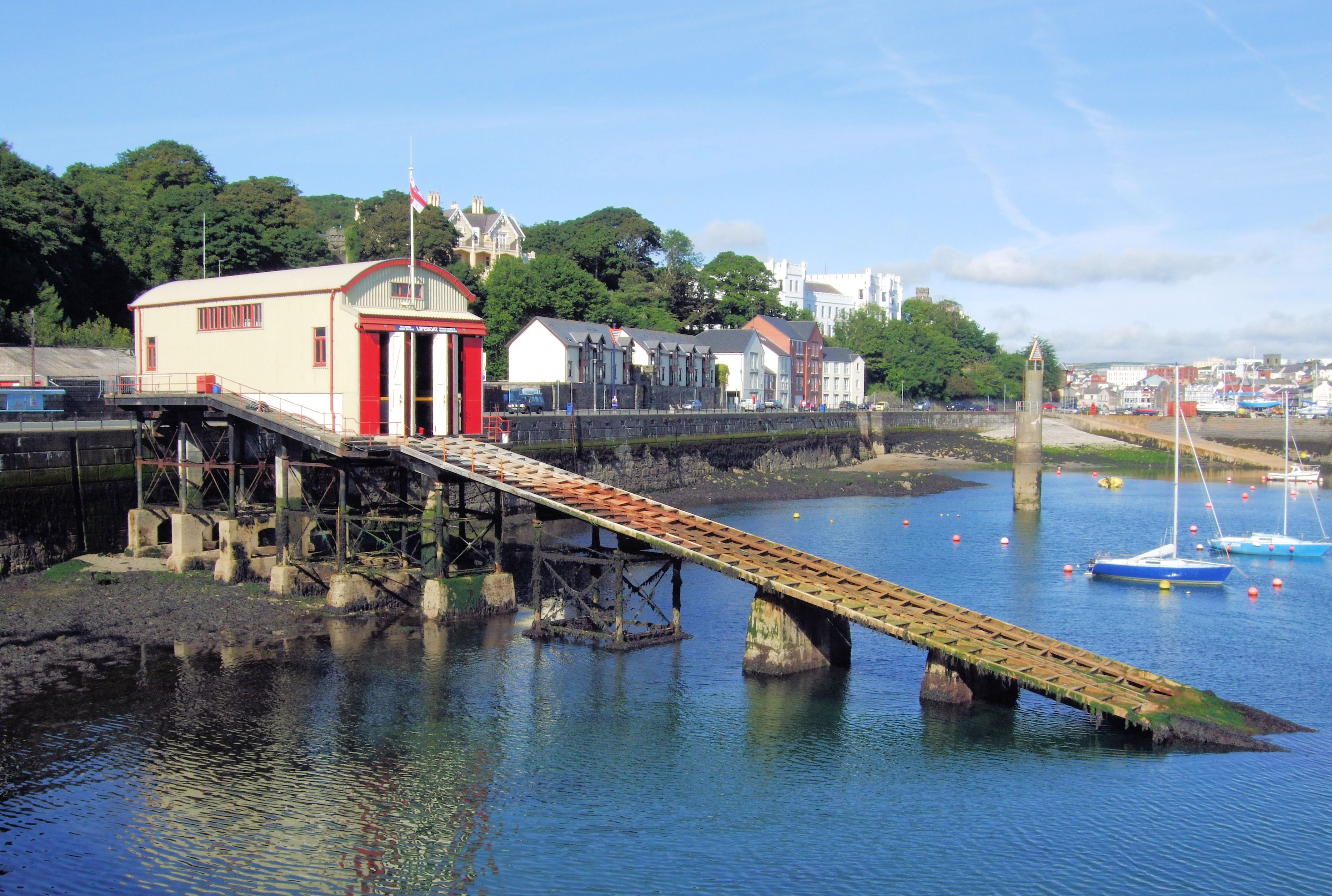
محطة قوارب نجاة دوغلاس.

مؤسسة قوارب النجاة الملكية الوطنية لديها محطة في دوغلاس، وقد تم افتتاحه في 1802، وأغلق في 1895 لإصلاحات ثم أعيد افتتاحه بعد ذلك، وكان ذلك بناء على طلب السير وليم هيلاري؛ لذا فقد تم إنشاء 3 نصب تذكارية في المدينة تكريماً له ولجهوده، أحدها في كنيسة القديس جورج حيث دفن في 1847، والأخرى أمام بحيرة النزهة، والثالث عند رأس دوغلاس.
خلال الحرب العالمية الأولى والحرب العالمية الثانية، كانت دوغلاس وأجزاء أخرى من الجزيرة موطناً لمعسكرات اعتقال الأعداء، وتم إحياء ذكرى قتلى الجزيرة في الحرب بإنشاء النصب التذكاري لحرب دوغلاس.

## الجغرافيا
تقع المدينة في الجزء الشرقي من الجزيرة، ويمر بها نهر دوغلاس، ملتقى نهري دو وغلاس؛ حيث تقع المدينة قرب الملتقى، ويمر النهر خلال رصيف ميناء دوغلاس ويصب في خليج دوغلاس. وتوجد تلال حول المدينة من ناحيتي الشمال الغربي والجنوب الشرقي. ويحيط بها العديد من المدن والقرى.

### المناخ
| البيانات المناخية لـدوغلاس، جزيرة مان | البيانات المناخية لـدوغلاس، جزيرة مان | البيانات المناخية لـدوغلاس، جزيرة مان | البيانات المناخية لـدوغلاس، جزيرة مان | البيانات المناخية لـدوغلاس، جزيرة مان | البيانات المناخية لـدوغلاس، جزيرة مان | البيانات المناخية لـدوغلاس، جزيرة مان | البيانات المناخية لـدوغلاس، جزيرة مان | البيانات المناخية لـدوغلاس، جزيرة مان | البيانات المناخية لـدوغلاس، جزيرة مان | البيانات المناخية لـدوغلاس، جزيرة مان | البيانات المناخية لـدوغلاس، جزيرة مان | البيانات المناخية لـدوغلاس، جزيرة مان | البيانات المناخية لـدوغلاس، جزيرة مان |
| الشهر                                 | يناير                                 | فبراير                                | مارس                                  | أبريل                                 | مايو                                  | يونيو                                 | يوليو                                 | أغسطس                                 | سبتمبر                                | أكتوبر                                | نوفمبر                                | ديسمبر                                | المعدل السنوي                         |
| ------------------------------------- | ------------------------------------- | ------------------------------------- | ------------------------------------- | ------------------------------------- | ------------------------------------- | ------------------------------------- | ------------------------------------- | ------------------------------------- | ------------------------------------- | ------------------------------------- | ------------------------------------- | ------------------------------------- | ------------------------------------- |
| الدرجة القصوى °م (°ف)                 | 12 (54)                               | 12 (54)                               | 15 (59)                               | 18 (64)                               | 22 (72)                               | 26 (79)                               | 28 (82)                               | 27 (81)                               | 26 (79)                               | 19 (66)                               | 15 (59)                               | 15 (59)                               | 28 (82)                               |
| متوسط درجة الحرارة الكبرى °م (°ف)     | 8.2 (46.8)                            | 7.9 (46.2)                            | 9.2 (48.6)                            | 11.1 (52.0)                           | 14.1 (57.4)                           | 16.3 (61.3)                           | 18.1 (64.6)                           | 18.1 (64.6)                           | 16.3 (61.3)                           | 13.6 (56.5)                           | 10.9 (51.6)                           | 8.9 (48.0)                            | 12.7 (54.9)                           |
| المتوسط اليومي °م (°ف)                | 6.1 (43.0)                            | 5.7 (42.3)                            | 6.8 (44.2)                            | 8.3 (46.9)                            | 10.9 (51.6)                           | 13.3 (55.9)                           | 15.2 (59.4)                           | 15.3 (59.5)                           | 13.7 (56.7)                           | 11.3 (52.3)                           | 8.6 (47.5)                            | 6.7 (44.1)                            | 10.2 (50.3)                           |
| متوسط درجة الحرارة الصغرى °م (°ف)     | 3.9 (39.0)                            | 3.4 (38.1)                            | 4.4 (39.9)                            | 5.4 (41.7)                            | 7.7 (45.9)                            | 10.2 (50.4)                           | 12.2 (54.0)                           | 12.4 (54.3)                           | 11.1 (52.0)                           | 8.9 (48.0)                            | 6.3 (43.3)                            | 4.5 (40.1)                            | 7.5 (45.6)                            |
| أدنى درجة حرارة °م (°ف)               | −7 (19)                               | −5 (23)                               | −5 (23)                               | −2 (28)                               | 0 (32)                                | 1 (34)                                | 5 (41)                                | 5 (41)                                | 1 (34)                                | −1 (30)                               | −2 (28)                               | −6 (21)                               | −7 (19)                               |
| معدل هطول الأمطار مم (إنش)            | 82.6 (3.25)                           | 57.5 (2.26)                           | 65.6 (2.58)                           | 55.7 (2.19)                           | 50.9 (2.00)                           | 58.1 (2.29)                           | 56.2 (2.21)                           | 65.3 (2.57)                           | 75.3 (2.96)                           | 102.5 (4.04)                          | 103.1 (4.06)                          | 91.8 (3.61)                           | 864.6 (34.02)                         |
| متوسط الأيام الممطرة                  | 14.0                                  | 10.6                                  | 11.8                                  | 9.9                                   | 9.7                                   | 9.8                                   | 9.0                                   | 10.8                                  | 11.1                                  | 14.1                                  | 15.2                                  | 13.9                                  | 139.9                                 |
| ساعات سطوع الشمس الشهرية              | 54.1                                  | 77.9                                  | 115.9                                 | 171.2                                 | 227.6                                 | 203.4                                 | 197.4                                 | 184.9                                 | 138.9                                 | 103.6                                 | 63.5                                  | 46.0                                  | 1٬584٫4                               |
| المصدر: Weatherbase                   |                                       |                                       |                                       |                                       |                                       |                                       |                                       |                                       |                                       |                                       |                                       |                                       |                                       |

## الديموغرافيا
بلغ عدد سكان دوغلاس 27935 نسمة في 2011، وكان عدد السكان في 2006 قد بلغ 26218 نسمة، بزيادة بلغت 1.3%/سنة بين العامين.

## الرياضة

### كرة القدم

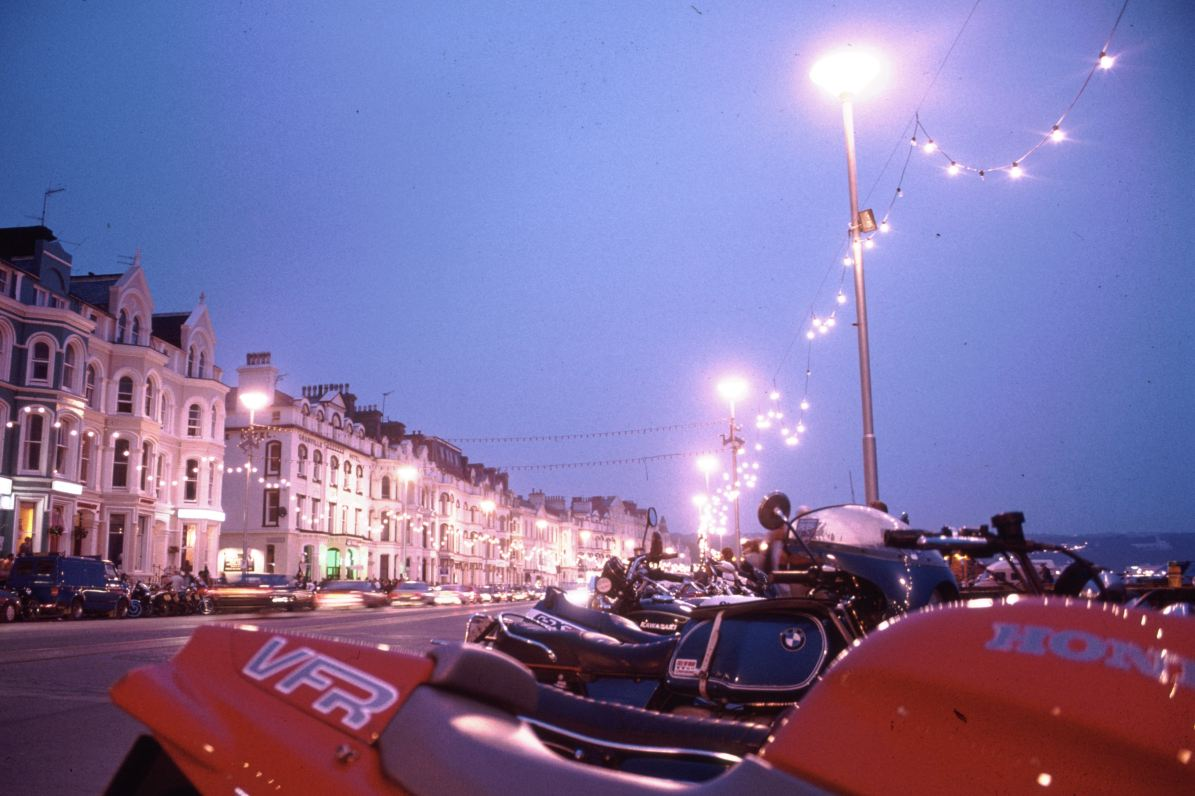
دوغلاس أثناء سباق كأس جزيرة مان السياحية.

دوغلاس بها 8 من أصل 17 نادٍ لكرة القدم يلعبون في دوري جزيرة مان لكرة القدم.

### السباقات
دوغلاس تستضيف كأس جزيرة مان السياحية سنوياً، وهو سباق دراجات.

## معرض صور

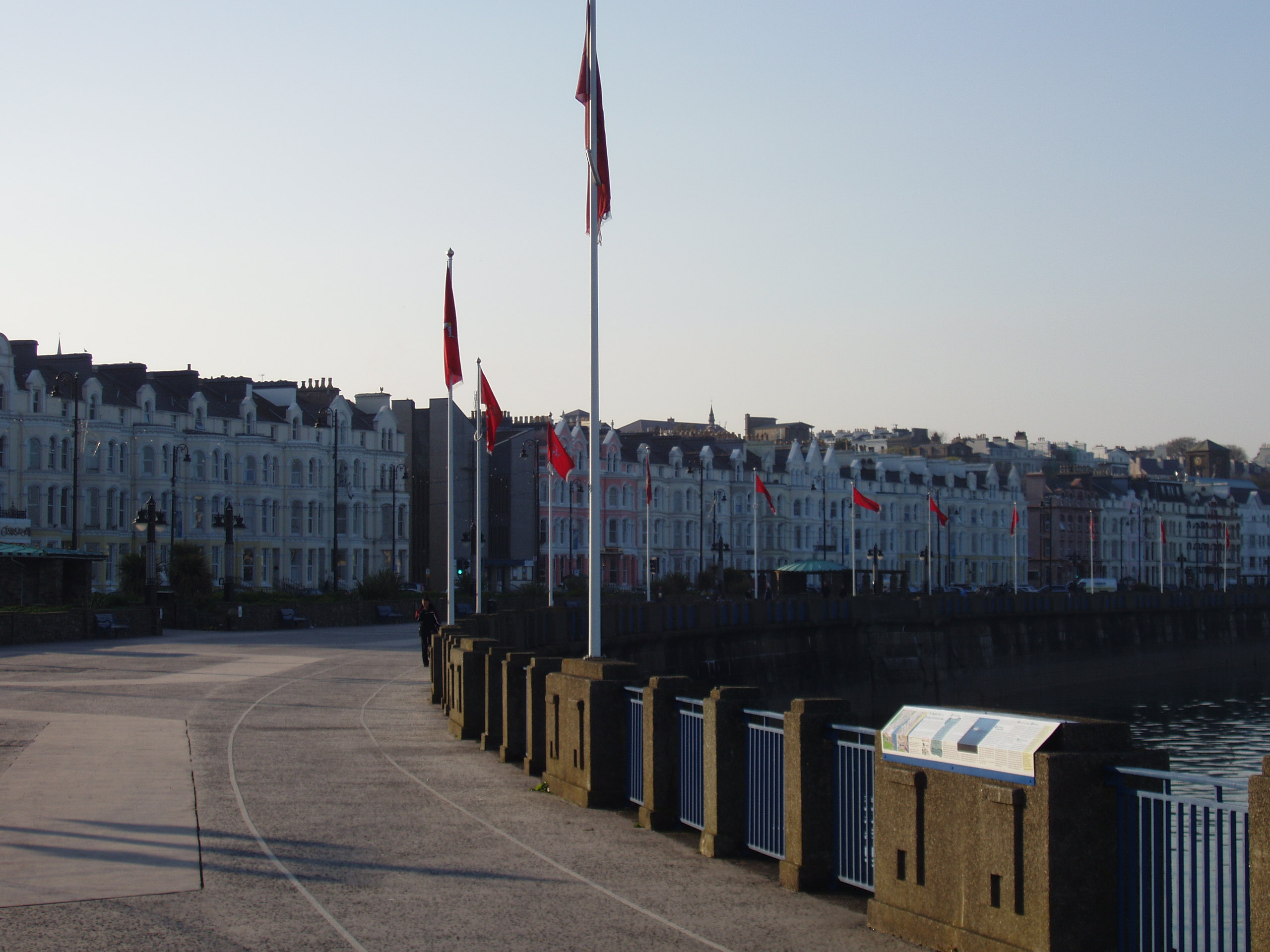
كورنيش دوغلاس الممتد على طول بحيرة النزهة.
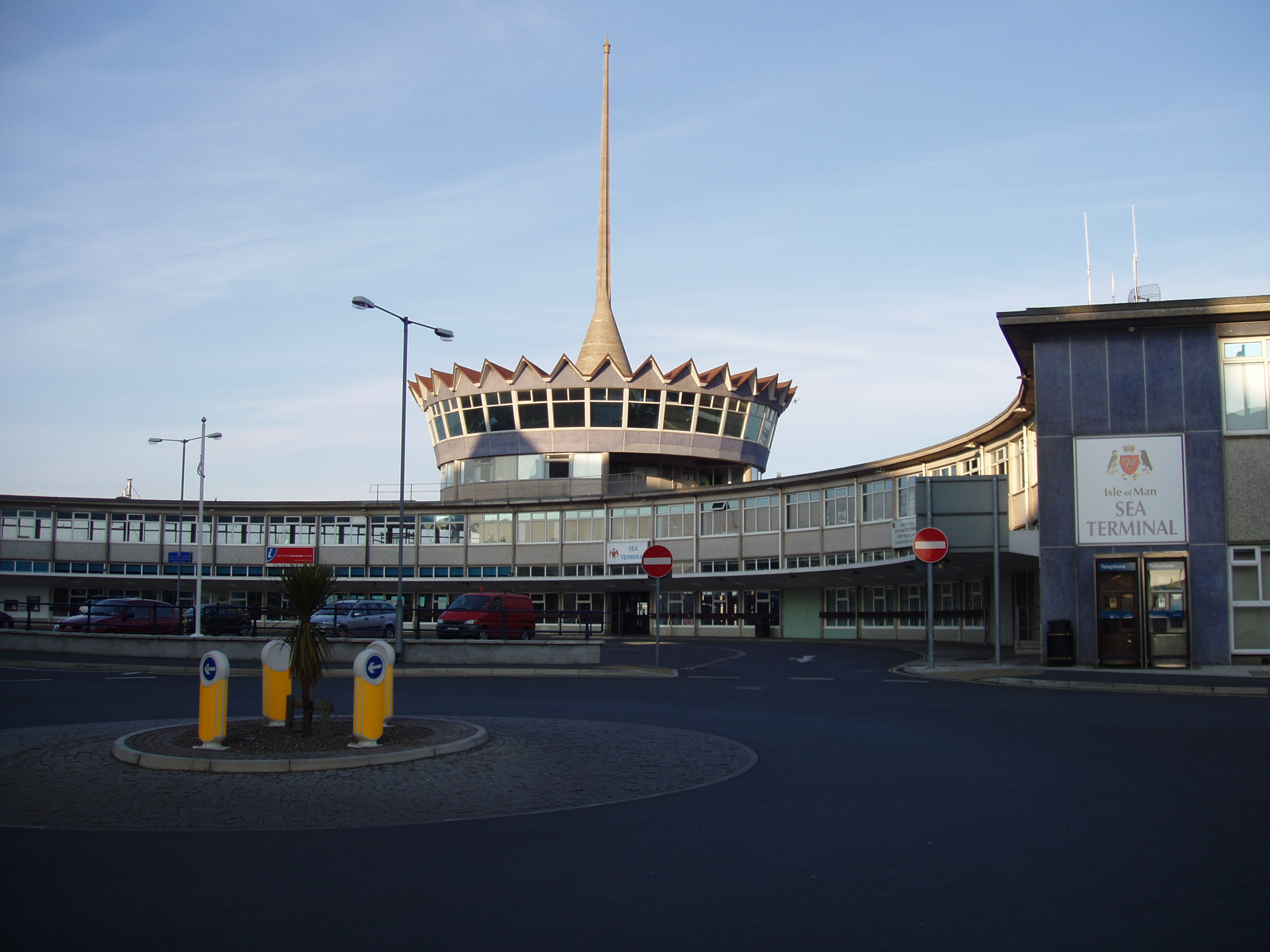
المحطة البحرية بدوغلاس.
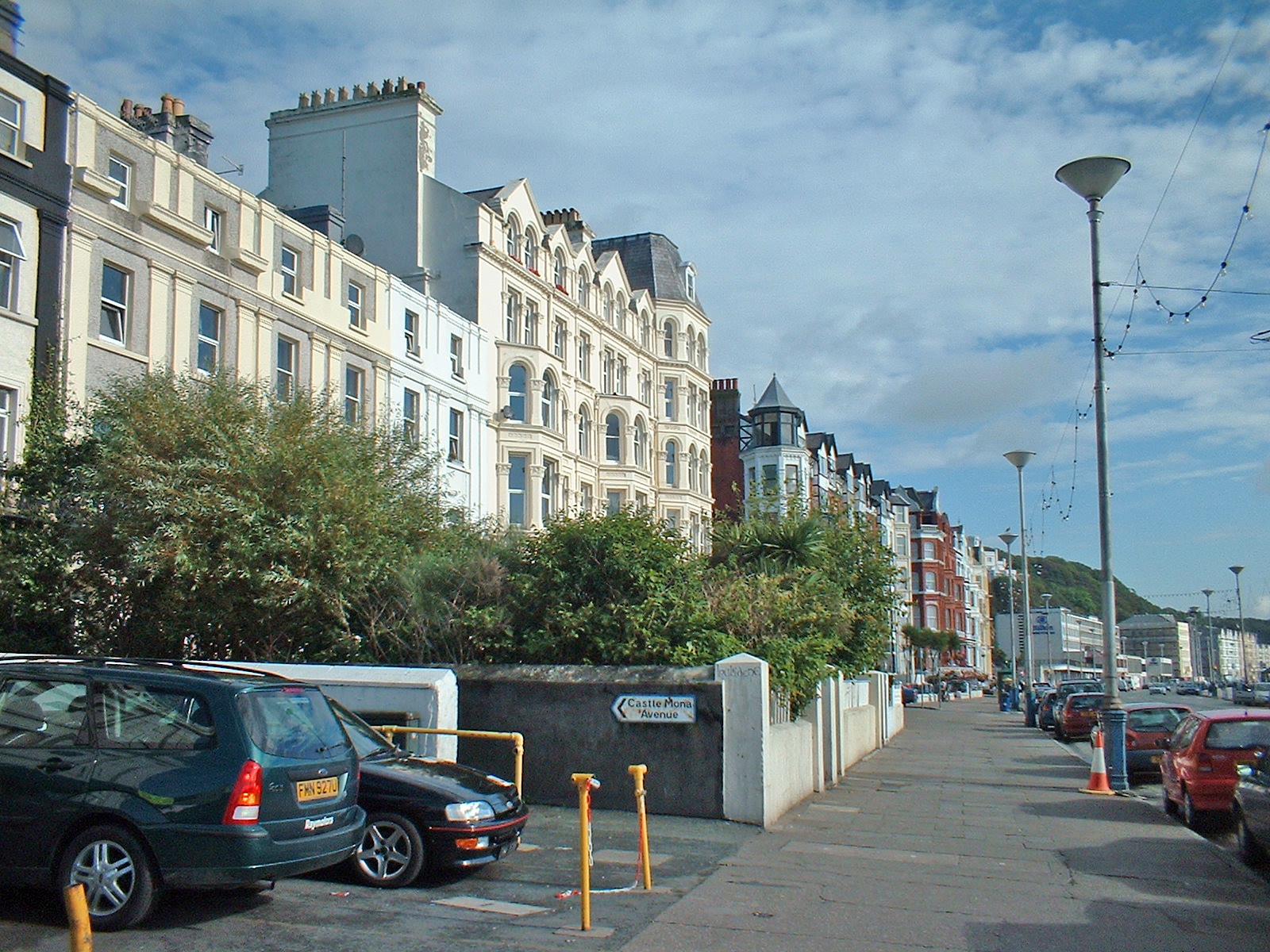
دوغلاس عند البحر.
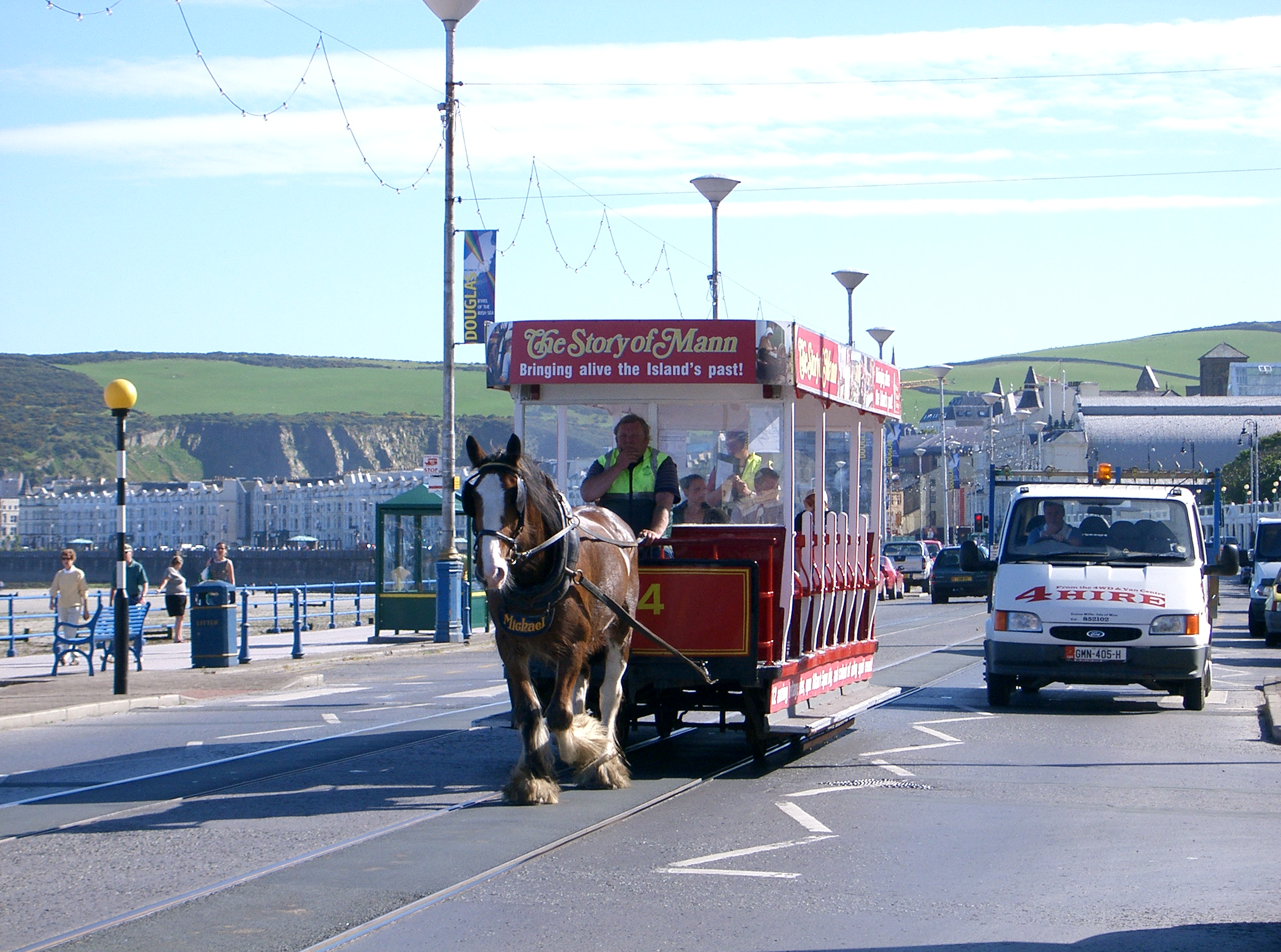
ترام الحصان في أحد شوارع دوغلاس.